# SAVAK
SAVAK (Persiano: ساواک, acronimo di سازمان اطلاعات و امنیت کشور, Sāzemān-e Eṭṭelāʿāt va Amniyat-e Keshvar, "Organizzazione nazionale per la sicurezza e l'informazione") erano i servizi segreti imperiali iraniani che operarono tra il 1957 e il 1979.

## Storia
Fu la polizia segreta che la dinastia Pahlavi usò per tenere sotto controllo l'Iran, in particolare dopo il governo di Mossadeq che aveva tentato di indebolirne il potere e che era stato deposto da un golpe organizzato dai servizi segreti statunitensi e britannici.
Durante gli ultimi quindici anni di governo dello Shah, sotto il comando del colonnello Nematollah Nassiri, arrivò a impiegare circa 60.000 agenti. Venne smantellata nel 1979 durante il breve premierato di Shapur Bakhtiar, quando la rivoluzione iraniana era già in corso, un gesto compiuto nel tentativo di placare gli oppositori del regime dello Shah. In seguito all'instaurazione della repubblica islamica, la SAVAK venne rimpiazzata dal Ministero delle informazioni e della sicurezza nazionale.

## Direttori
- Teymur Bakhtiar 1957 - 1961
- Hassan Pakravan 1961 - 1965
- Nematollah Nassiri 1965 - 1978
- Nasser Moghaddam 1978 - 1979